# Пермські мови

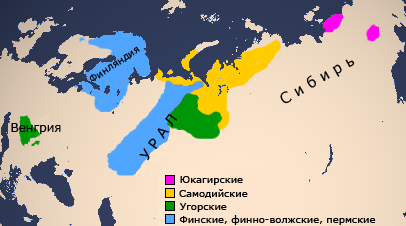
Юкагірські
Самодійські
Угорські
Фіно-волзькі й Пермські

Пе́рмські мо́ви — мовна гілка фіно-угорської родини уральських мов, представлена удмуртською, комі-зирянською та комі-перм'яцькою мовами.
Основна маса населення, яка розмовляє цими мовами, проживає в Удмуртії, Комі та Пермському краї (колишньому Комі-Перм'яцькому АО). В 1920-1980-ті роки на цих землях сформувались 3 нації — удмурти, комі-зиряни та комі-перм'яки та виробились 3 літературні мови. Всі мови об'єднуються в єдину групу завдяки наявності спільних рис:
- у фонетиці — спільним фонемним складом;
- у морфології — наявністю спільних або схожих форм словозміни та словотворення.

Предки пермських народів відокремились від угрів в I тисячолітті до н. е. Вони займали територію по нижній та середній течії Ками і по В'ятці. Загальнопермська епоха продовжувалась більш як 1,5 тисячі років. В цей період утворюється загальнозвуковий лад, через розміри території проходить вироблення основних діалектів, внаслідок чого виникла база для утворення удмуртської та комі мов. За даними археологів, пермські народи склались на базі ананьїнської археологічної культури (VIII-III століття до н. е.), утворивши у верхньому Прикам'ї гляденівську (III століття до н. е. — IV століття н. е.), ломоватівську (IV-IX століття) культури (комі), в нижньому Прикам'ї — п'яноборську (III століття до н. е. — V століття н. е.) культуру (удмурти). Розпад загальнопермської мови на удмуртську та комі відбувся в IX-XI століттях. Комі-зирянська та комі-перм'яцька остаточно складуються в XIV–XV століттях, а удмуртська лише в XV-XVI століттях в рамках Російської держави.